# 吉恩·施瓦茲
吉恩·施瓦茲（法語：Jean Schwarz，1917年8月8日—1987年12月13日）出生於匈牙利索博爾奇-索特馬爾-拜賴格州的尼賴吉哈佐，是一位猶太教的拉比。

## 生平
他在6歲的時候舉家搬遷到法國的史特拉斯堡，成年後在猶太學堂取得初中學歷，畢業後返回史特拉斯堡習修高中學歷，完成學業之後進入法國猶太神學院，但是因為第二次世界大戰爆發而中斷學業，直到1940年才重新恢復學業，次年1941年開始成為拉比，1945年到佩里格，在戰後結束之後，他協助許多流亡的阿尔萨斯人返鄉。
1947年起他成為巴黎第18區及第20區的拉比，擔任拉比30年之後，他於1971年移民到以色列，1987年逝世於耶路撒冷。